# Alberto Galateo
Alberto Luis Galateo (* 4. Mai 1912 in Santa Fe; † 26. Februar 1961 in Buenos Aires) war ein argentinischer Fußballspieler. Der Stürmer nahm an der Fußball-Weltmeisterschaft 1934 teil.

## Karriere

### Verein
Alberto Galateo begann seine Profikarriere 1935 beim CA Huracán in der Primera División, die zu dieser Zeit die einzige Profiliga des Landes war, und spielte dort drei Jahre. 1938 wechselte er zu den Chacarita Juniors und im Folgejahr zu Racing Club, für den er nur ein Spiel bestritt. Er kehrte anschließend in den Amateurfußball zurück und beendete seine Karriere 1943 bei Colegiales in der Segunda División. 

### Nationalmannschaft
Galateo wurde von Nationaltrainer Filippo Pascucci in den Kader der Nationalmannschaft für die Weltmeisterschaft 1934 in Italien berufen. Dort erzielte er im Achtelfinale gegen Schweden den 2:1-Führungstreffer. Argentinien verlor die Begegnung noch mit 2:3 und schied nach nur einem Spiel aus dem Turnier aus.

## Sonstiges
Galateo starb bei einem Familienstreit, als er seine Frau mit einem Messer angriff und sein Sohn David ihn erschoss.